# La'ilay Maychew (woreda)
La'ilay Maychew est l’un des 36 woredas de la région du Tigré, en Éthiopie.